# L'Éveil du printemps (comédie musicale)
Pour l'oeuvre initiale, voir L'Éveil du printemps.
L'Éveil du printemps (Spring Awakening) est une comédie musicale américaine de Steven Sater (livret et lyrics) et Duncan Sheik (musique), adaptée de la pièce homonyme de Frank Wedekind et créée en 2006.
Située à la fin du XIXe siècle, elle traite de la découverte de la sexualité chez les adolescents. La pièce originale, écrite en 1881, fut censurée en  Allemagne durant plus d'un siècle à cause des sujets abordés : masturbation, avortement, homosexualité, viol, violence et suicide.
Spring Awakening a remporté entre autres 8 Tony Awards et 4 Drama Desk Awards.

## Synopsis
Acte I

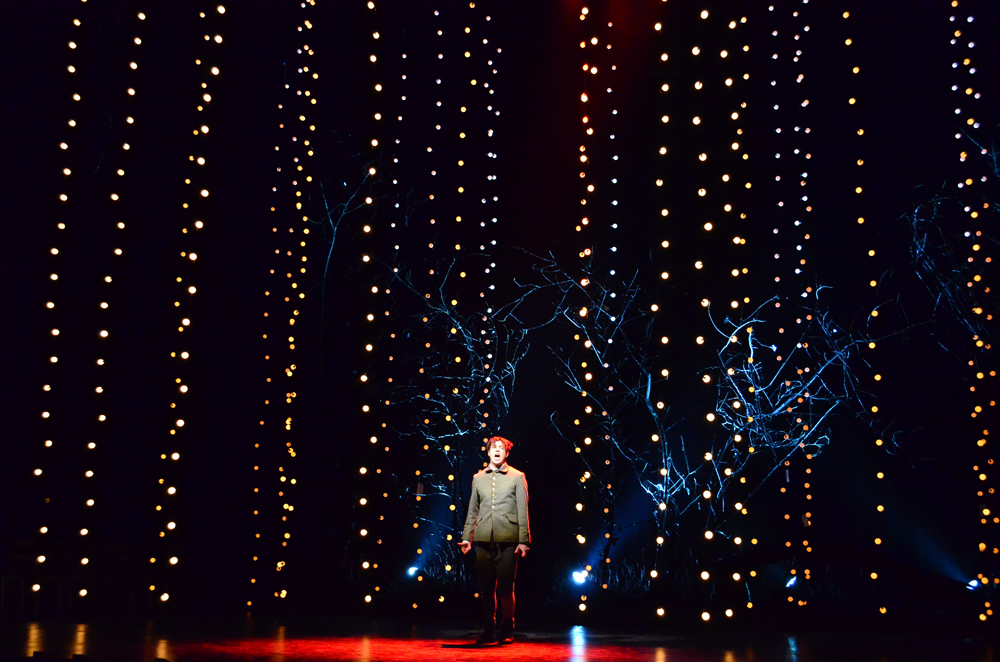
« Don't Do Sadness », de « Spring Awakening » production de l'Université Carnegie Mellon en 2013.

Wendla Bergmann, une adolescente, se plaint que sa mère ne lui explique pas « comment ça marche » (Mama Who Bore Me). Elle lui demande de lui expliquer d'où viennent les bébés, alors que sa sœur vient de donner naissance pour la seconde fois. Mais sa mère ne peut se résoudre à répondre clairement. Elle se contente de révéler à Wendla que, pour avoir un enfant, il faut simplement aimer son mari. Les autres filles de la ville apparaissent et semble tout aussi innocentes et ignorantes sur le sujet. (Mama Who Bore Me - reprise).
À l'école, les garçons étudient Virgile en latin. Quand Moritz Stiefel, un jeune homme fragile et perturbé, se trompe sur un des vers, son professeur le punit sévèrement. Un camarade de Moritz, le jeune et rebelle Melchior Gabor, tente de le défendre, mais le professeur n'a que faire de ses commentaires, et le frappe avec sa baguette. Melchior affirme alors sa volonté de faire face à l'autorité et se confronte à leur éducation (All That's Known).
Moritz raconte un rêve qui le hante chaque nuit, et Melchior se rend compte qu'il s'agit de rêves érotiques. Pour rassurer Moritz, Melchior, qui a fait son éducation sexuelle dans les livres, lui révèle que tous les garçons de son âge font ce genre de rêves. Les garçons expriment alors leurs fantasmes (The Bitch of Living). Moritz, qui n'est pas à l'aise avec ce genre de conversation, demande à son ami d'écrire un journal sur le sujet, avec illustrations.
Un groupe de filles rentrent ensemble après la classe et échangent des avis sur les garçons de l'école voisine. Elles se voient déjà épouser certains d'entre eux. En haut de la liste se trouve Melchior.
Alors que Hänschen se masturbe dans la salle de bain tout en contemplant une carte postale érotique, Georg est en pleine leçon de piano, et fantasme sur son professeur à la poitrine généreuse (My Junk). Moritz a lu le journal de Melchior, mais lui reproche d'avoir ravivé ses pulsions. Melchior essaie de le calmer mais en vain.
Tous les jeunes aspirent à une intimité plus physique (Touch Me).
Wendla et Melchior se remémorent leurs souvenirs d'enfance autour d'un chêne. Ils se rendent alors compte de leur attirance physique (The Word of Your Body). Pendant ce temps, Moritz apprend que, malgré de bonnes notes, les professeurs décident de le faire redoubler.
Martha révèle à ses amies qu'elle est battue chaque soir par son père sous le regard inerte de sa mère. Les filles sont horrifiées et décident d'intervenir, mais Martha les en empêche, ne voulant pas finir comme Ilse, une jeune fille violée par son père qui s'est retrouvée à la rue (The Dark I Know Well). Plus tard, Wendla retrouve Melchior et le supplie de la frapper pour « ressentir » quelque chose. Après une longue hésitation, Melchior la frappe mais réalise son geste et s'enfuit, oubliant son journal au pied de l'arbre. Wendla le récupère et le lit.
Moritz annonce à son père qu'il ne passera pas en classe supérieure. Celui-ci se met dans une colère noire, l'accusant de faire honte à sa réputation. Le jeune homme décide de s'enfuir en Amérique, et demande de l'aide à la mère de Melchior qui lui répond par lettre qu'elle le soutiendra toujours mais ne peut l'aider à prendre la fuite (And Then There Were None).
Alors que l'orage gronde, Melchior exprime son angoisse à devenir adulte (The Mirror-Blue Night). Wendla lui rapporte son journal.
Alors que Melchior culpabilise, Wendla tente de l'attirer vers elle puis, quand celui-ci se fait trop pressant, le repousse. Mais la tentation est trop forte, et les deux jeunes gens font l'amour pour la première fois. (I Believe).
Acte II
Wendla et Melchior se rendent compte de ce qui s'est passé (The Guilty Ones).
Moritz, mis à la porte de chez lui, fuit avec un revolver dans la poche (Don't Do Sadness). Il croise Ilse, avec qui il partage quelques souvenirs d'enfance (Blue Wind). Elle lui propose de rentrer avec elle, mais il refuse. Elle part blessée par l'attitude du garçon. Réalisant son erreur, il tente de la rattraper mais en vain. Moritz en conclut qu'il n'est bon à rien d'autre que de faire honte ou faire souffrir son entourage, et préfère disparaître: il se tue d'une balle dans la bouche.
Aux obsèques de Moritz, chacun de ses camarades jette une fleur dans la fosse, tandis que Melchior accuse le père de Moritz de l'avoir ignoré et mal aimé (Left Behind).
De retour à l'école, les professeurs découvrent le journal que lisait Moritz, et concluent que son auteur, Melchior, est responsable du drame (Totally Fucked).
Pendant ce temps, le jeune Hänschen fait comprendre, dans un grand numéro de charme à son camarade Ernst, qu'il faut profiter de la vie et de ses occasions. Il embrasse alors le jeune homme timide qui lui avoue son affection réciproque (The Word of Your Body ).
Wendla, souffrante, apprend du docteur qu'elle est enceinte. Furieuse, sa mère exige de connaitre le garçon avec qui sa fille a « fauté ». Wendla ne comprend pas ce qui a pu se passer et reproche à sa mère de l'avoir tenue ignorante. Alors que sa mère crie à la honte, Wendla se projette dans son avenir et celui de son enfant (Whispering).
Melchior, envoyé dans une maison de redressement par ses parents, tente de rester en contact avec sa bien-aimée, en vain. Il reçoit enfin une lettre et, découvrant la grossesse de Wendla, part la retrouver. Pendant ce temps, Wendla et sa mère rendent visite à un étrange médecin qui accepte de "s'occuper du cas" de la jeune fille, mais l'avortement tourne mal et Wendla meurt.
Ilse et les filles apprennent que Melchior est de retour et lui donnent rendez-vous près du cimetière. Quand jeune homme se rend sur la tombe de Moritz, son meilleur ami, il découvre celle de Wendla. Il tente alors de se suicider, mais les esprits de Moritz et de Wendla le rassurent et le poussent à poursuivre sa route (Those You've Known).
Guidée par Ilse, la troupe clôt le spectacle sur une note d'espoir (The Song of Purple Summer).

## Fiche technique
- Titre original : Spring Awakening
- Titre français : L'Éveil du printemps
- Livret :  Steven Sater d'après  L'Éveil du printemps de Frank Wedekind
- Lyrics :   Steven Sater
- Musique : Duncan Sheik
- Orchestrations :  Duncan Sheik,  Simon Hale
- Arrangements vocaux :  AnnMarie Milazzo
- Direction musicale :  Kimberly Grigsby
- Mise en scène :   Michael Mayer (en)
- Chorégraphie :  Bill T. Jones
- Décors :  Christine Jones
- Costumes :   Susan Hilferty
- Lumières :  Kevin Adams
- Production :   Tom Hulce et  Ira Pittelman ; Atlantic Theater Company
- Date de première représentation à Broadway :  10 décembre 2006, Eugene O'Neill Theatre
- Date de dernière représentation : 18 janvier 2009
- Nombre de représentations consécutives : 888

## Distribution originale
- Jonathan Groff : Melchior
- Lea Michele : Wendla
- John Gallagher, Jr. : Moritz
- Lauren Pritchard : Ilse
- Skylar Astin : Georg
- Lilli Cooper : Martha
- Gideon Glick : Ernst
- Brian Charles Johnson : Otto
- Phoebe Strole : Anna
- Jonathan B. Wright : Hanschen
- Remy Zaken : Thea
- Stephen Spinella : hommes adultes
- Christine Estabrook : femmes adultes

## Personnages
Les adolescents
- Melchior : beau, intelligent et mature, il tente de comprendre la vie dans les livres.
- Moritz :  fragile et perturbé, il est le meilleur ami de Melchior
- Wendla : amie d'enfance des garçons, elle tombe amoureuse de Melchior.
- Ilse : amie de Wendla, elle vit comme une bohémienne après avoir été jetée dehors par son père qui la violait
- Hanschen : délicat et malicieux, il joue à séduire son camarade Ernst.
- Ernst :  plutôt naïf et timide, il n'est pas insensible au charme de Hanschen.
- Georg :  rigide et curieux, il est obsédé par son professeur de piano.
- Martha : amie de Wendla, elle est battue par son père
- Otto : fort et vicieux, il aime se moquer de ses camarades.
- Thea :  première de la classe, elle veut se faire passer pour un enfant de chœur mais n'en pense pas moins.
- Anna :  idéaliste, elle ne supporte pas la violence exercée sur Martha.

Les adultes
- Fanny Gabor :  mère de Melchior. Très ouverte sur la découverte de l'esprit et du corps.
- Herr Gabor :  père de Melchior. Il n'intervient pas dans l'éducation de son fils mais sera à l'origine de son envoi en maison de correction.
- Frau Bergmann : mère de Wendla.
- Herr Stiefel :  père de Moritz. Égocentrique et parvenu. il ne supporte pas l'échec de son fils.
- Fraulein Grossenbustenhalter : professeur de piano de Georg.
- Le père de Hanschen
- Les Professeurs

## Numéros musicaux
| Acte I - Mama Who Bore Me – Wendla - Mama Who Bore Me (reprise) – Wendla et les filles - All That's Known – Melchior - The Bitch of Living – Moritz, Melchior et les garçons - My Junk – Filles et garçons - Touch Me – Filles et garçons - The Word of Your Body – Wendla et Melchior - The Dark I Know Well – Martha, Ilse et les garçons - And Then There Were None – Moritz et les garçons - The Mirror-Blue Night – Melchior et les garçons - I Believe – Filles et garçons | Acte II - The Guilty Ones – Wendla, Melchior, filles et garçons - Don't Do Sadness - Moritz - Blue Wind - Ilse - Don't Do Sadness/Blue Wind – Moritz et Ilse - Left Behind – Melchior, filles et garçons - Totally Fucked – Melchior et la troupe (sauf Moritz) - The Word of Your Body (reprise) – Hanschen, Ernst, filles et garçons - Whispering – Wendla - Those You've Known – Moritz, Wendla et Melchior - The Song of Purple Summer – Ilse et la troupe |

The Guilty Ones a remplacé la chanson There Once Was a Pirate interprétée initialement off-Broadway. Une reprise de Touch Me par Melchior a été ajoutée dans le numéro Whispering durant la tournée.

## Production

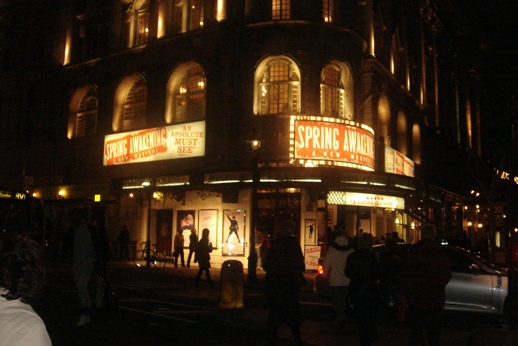
Spring Awakening à l'affiche du Novello Theatre, à Londres.

Spring Awakening a connu plusieurs lectures, concerts et réécritures durant 7 ans, dont des show cases au La Jolla Playhouse de San Diego, au Roundabout Theatre Company et au Lincoln Center en février 2005, sous l'égide du comédien-producteur Tom Hulce.
La première série de représentations off-Broadway a eu lieu au Atlantic Theater Company du 19 mai au 5 août 2006
dans une mise en scène de Michael Mayer, une chorégraphie de Bill T. Jones, des costumes de Susan Hilferty, des décors de Christine Jones et des lumières de Kevin Adams. Il a été suivi de 29 tyouts (représentation en province) avant la première officielle à Broadway au Eugene O'Neill Theatre le 10 décembre 2006. Le spectacle s'est joué jusqu'au 18 janvier 2009 (888 représentations).

## Accueil
Decca Broadway sort l'enregistrement de la distribution originale le 12 décembre 2006, qui remporte le Grammy Award du meilleur album musical en 2008. Le spectacle a reçu quant à lui des critiques unanimes,,, avant d'être repris en tournée aux États-Unis puis dans le reste du monde.
La création anglaise a eu lieu au Lyric Hammersmith de Londres le 3 février 2009 avec Aneurin Barnard (Melchior), Charlotte Wakefield (Wendla) et Iwan Rheon (Moritz). La production a remporté 4 Laurence Olivier Awards pour 9 nominations.
Une nouvelle mise en scène est en tournée depuis 2011.
Après une création par le Deaf West Theatre, la mise en scène de Michael Arden est reprise à Broadway en septembre 2015, dont les personnages principaux, environ un tiers de la distribution, sont des comédiens sourds et muets. Le revival du spectacle connait un immense succès et sera immortalisé par une captation pour la NY Public Library.

## Distinctions

### Récompenses
- Tony Awards 2007[9]
  - Meilleure comédie musicale
  - Meilleur livret de comédie musicale : Steven Sater
  - Meilleure partition originale : Duncan Sheik (musique) et Steven Sater (lyrics)
  - Meilleures orchestrations : Duncan Sheik
  - Meilleur acteur dans un second rôle pour une comédie musicale : John Gallagher Jr.
  - Meilleure mise en scène pour une comédie musicale : Michael Mayer
  - Meilleure chorégraphie : Bill T. Jones
  - Meilleures lumières pour une comédie musicale : Kevin Adams
- Drama Desk Awards 2007[10]
  - Meilleure comédie musicale
  - Meilleur metteur en scène pour une comédie musicale : Michael Mayer
  - Meilleure musique : Duncan Sheik
  - Meilleurs lyrics : Steven Sater
- Outer Critics Circle Awards 2007 [11]
  - Meilleure nouvelle comédie musicale à Broadway
  - Meilleure nouvelle partition : Duncan Sheik (musique) et Steven Sater (lyrics)
  - Meilleur metteur en scène pour une comédie musicale : Michael Mayer
- Drama League Awards 2007[12] : Meilleure comédie musicale
- Lucille Lortel Awards 2007 : Meilleures lumières : Kevin Adams
- Grammy Awards 2008 : Meilleur album de comédie musicale[13]
- Laurence Olivier Awards 2010 [14]
  - Meilleure nouvelle comédie musicale
  - Meilleur acteur dans une comédie musicale : Aneurin Barnard
  - Meilleur acteur dans un second rôle pour une comédie musicale : Iwan Rheon
  - Meilleur son : Brian Ronan

### Nominations
- Tony Awards 2007 :
  - Meilleur acteur dans une comédie musicale : Jonathan Groff
  - Meilleurs décors pour une comédie musicale : Christine Jones
  - Meilleurs costumes : Susan Hilferty
- Drama Desk Awards 2007 :
  - Meilleur acteur dans une comédie musicale : John Gallagher Jr.
  - Meilleur acteur dans une comédie musicale : Jonathan Groff
  - Meilleure actrice dans une comédie musicale : Lea Michele
  - Meilleure chorégraphie : Bill T. Jones
  - Meilleur livret pour une comédie musicale : Steven Sater
  - Meilleures orchestrations : Duncan Sheik
- New York Drama Critics' Circle Award 2007 : Meilleure comédie musicale[15]
- Lucille Lortel Awards 2007 : 
  - Meilleure comédie musicale (ex æquo avec In the Heights)
  - Meilleur metteur en scène : Michael Mayer
  - Meilleure chorégraphie : Bill T. Jones
  - Meilleurs costumes : Susan Hilferty
  - Meilleur son : Brian Ronan
- Laurence Olivier Awards 2010 
  - Meilleure actrice dans une comédie musicale : Charlotte Wakefield
  - Meilleure chorégraphie : Bill T. Jones
  - Meilleures lumières : Kevin Adams
  - Meilleure interprétation : John Gallagher Jr.
  - Meilleure interprétation : Jonathan Groff
- Theatregoers' Choice Awards 2011[16]
  - Meilleure nouvelle comédie musicale
  - Meilleure actrice dans une comédie musicale : Charlotte Wakefield
  - Meilleur acteur dans une comédie musicale : Aneurin Barnard
  - Meilleur acteur dans un second rôle pour une comédie musicale : Iwan Rheon
  - Meilleure chorégraphie : Bill T. Jones
  - Meilleures lumières : Kevin Adams

## Cinéma
Steven Sater a annoncé sur Playbill.com en mars 2010 qu'un film serait produit en Europe à l'automne 2012. Une nouvelle chanson écrite avec Duncan Sheik serait ajoutée. Forte de son succès dans la série musicale Glee, Lea Michele pourrait reprendre à l'écran le rôle qu'elle a créé sur scène. Le projet a finalement été reporté sine die.

## En langues étrangères
Le spectacle a été adapté en espagnol, en allemand et en néerlandais. Une lecture de l'adaptation française réalisée par Julien Baptist a eu lieu le 6 juin 2011 au Petit-Saint-Martin à Paris, dans le cadre des Découvertes Diva avec Cécilia Cara  (Wendla) et  Yoann Pigny (Melchior), mais également le chanteur Slimane, faisant ses premiers pas sur scène. Cette version a ensuite été jouée au Québec dans plusieurs mises en scène. La production française est à nouveau proposée en 2015 au Théâtre des Béliers Parisiens.[réf. nécessaire].
En juin 2019 l'adaptation française de Julien Baptist a été montée en "school edition" à l opera de Massy par l'académie internationale de comédie musicale de Paris. Cette version a été mise en scène par Guillaume Beaujolais et chorégraphiée par Jeanne Deschaux sous la direction musicale de Gaël Rouxel. Elle intègre une chansons inédite écrite et composée en 2018 par Steven Sater et Duncan Sheik "All You Desire" ("Ce Que Dicte ton Cœur") qui fut créée à l'origine pour la série "Rise". Dans le spectacle, elle s'intègre au moment où Wendla est seule chez elle, lisant une lettre de Melchior. Tous les élèves se passent alors d'une main à l'autre, le fameux recueil écrit par Melchior. Ils decouvrent alors les secrets qu'il contient et décident d'écouter leurs cœurs.

## Autour du spectacle
- La guitare que Duncan Sheik a utilisé pour composer les chansons du spectacle est exposée au New York Library For The Performing Arts[19].
- Dans un épisode de  90210, certains personnages préparent une version de Spring Awakening pour le spectacle du lycée. Annie  et Ty jouent les premiers rôles et les chansons Mama Who Bore Me et The Bitch of Living sont interprétées.
- Dans Projet haute couture, la « Robe aux visages » contient une photo de Moritz[réf. nécessaire].